# Policarpa Salavarrieta Ríos
Policarpa Salavarrieta Ríos, més coneguda com «la Pola», (Guaduas, 26 de gener de 1796 - Santafé, 14 de novembre de 1817) va ser una dona colombiana que va espiar per a les forces independentistes criolles durant la lluita per la independència de Colòmbia de l'imperi espanyol. Se la considera una heroïna màrtir de la independència colombiana.

## Biografia
Hi ha dubtes sobre el seu lloc i data de naixement, així com el seu nom real, ja que no hi ha cap document que certifiqui fefaentment aquestes dades. Algunes de les possibles dates del seu naixement són el 26 de gener de 1795, 1796, 1797 o 1800. El seu nom també varia en funció de les fonts i es planteja que es podia haver anomenat Apolonia, Polonia o Policarpa. Sobre el lloc de naixement només se sap amb certesa que va néixer al Virregnat de Nova Granada. La seva partida de baptisme no s'ha trobat, però es creu que va ser batejada al municipi de Tenjo, segons demostren alguns manuscrits de la parròquia.
Es va criar en una família de classe mitja, acomodada i respectada a la vila de Guaduas, però no posseïa cap estatut d'hidalgo. El testament del seu pare, el senyor Joaquín Salavarrieta, es mostra com un home de fortuna regular, que havia emprès negocis d'agricultura i comerç. En el de la seva mare, la senyora Mariana Ríos, figuren robes abundants, joies de valor i parament domèstic no escàs. Va ser la cinquena de set germans. La casa de la família a Guaduas, que es conserva encara, convertida en museu, no és la més prestant, sumptuosa o més ben construïda de la vila, però tampoc és petita ni miserable.
L'any 1797 la seva família es va traslladar a viure a Bogotà i es van establir en una casa baixa de tàpia i teula, del barri de Santa Bàrbara. El 1802 es va estendre una epidèmia de verola a la capital, a causa de la qual van morir el pare, la mare i dos dels seus germans: Joaquín i María Ignacia. Després d'aquesta tragèdia, la família es va dissoldre: José María i Manuel van ingressar a la comunitat agustina; Ramón i Francisco Antonio van viatjar a Tena i van ingressar a treballar en una finca; Catarina, la germana gran, va resoldre traslladar-se de nou a Guaduas, al voltant de 1804, amb els seus dos germans menors: Policarpa i Bibiano. Es van establir a la casa de la padrina Margarita Beltrán, germana de Manuela, fins que Catalina es va casar amb Domingo García, i els seus dos germans se'n van anar a viure amb la nova parella.
Del temps que va viure a Guaduas es té poca informació; pel que sembla que va exercir com a costurera i alguns afirmen que va ensenyar a l'escola pública. En aquells temps, Guaduas era un lloc d'obligat trànsit entre la capital i el riu Magdalena, columna vertebral de país; viatgers notables, arners, productes i notícies de tots els successos travessaven constantment la vila. Durant l'època de guerra va compartir amb la seva família l'esperit patriota. El seu cunyat, Domingo García, va morir lluitant al bàndol independentista d'Antonio Nariño a les seves campanyes del sud, i el seu germà Bibiano va ser veterà d'aquestes.

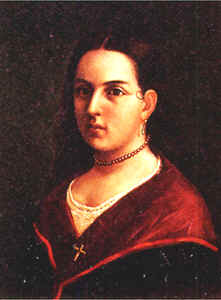
Retrat realitzat per José María Espinoza.

Tampoc hi ha claredat sobre el seu nom complet i precís. Amb relació a aquest assumpte hi ha diverses fonts: el seu pare la va anomenar Apolonia a l'hora d'atorgar el poder de testar, i amb aquest mateix nom la va fer figurar el prevere Salvador Contreras en el moment de formalitzar el testament, el 13 de desembre de 1802. No obstant això, el seu germà Bibiano, el més proper en afectes i company seu a Santafé, l'anomenava Polita. Policarpa la va anomenar Ambrosio Almeyda, qui va conspirar amb ella i va rebre la seva protecció. També l'anomenava Policarpa, la senyora Andrea Ricaurte de Lozano, mestressa de la casa on va viure i amb companyia de qui es trobava en el moment de ser detinguda per a ingressar a presó. En el seu fals passaport, expedit l'any 1817, constava com a Gregoria Apolinaria. Contemporanis seus, com Ambrosio Almeyda, José María Caballero, José Hilario López o Francisco Mariano Fernández, la van anomenar simplement com «la Pola». No obstant això, el nom amb el qual és més coneguda, i com posteriorment se li ha denominat en tots els homenatges pòstums, és Policarpa Salavarrieta.

### Activitat política

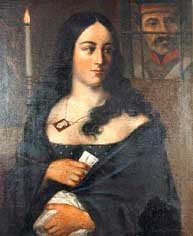
Retrat de 1857.

Salavarrieta va participar, quan tenia 14 anys, en el crit d'independència del 20 de juliol de 1810. Més endavant, les seves activitats durant l'època independentista van estar especialment vinculades amb l'exèrcit patriota dels Llanos: rebia i enviava missatges, comprava material de guerra, convencia individualment a joves i els ajudava a adherir-se als grups patriotes. Experta en espionatge, es va tornar ràpidament indispensable per a la causa emancipadora. Treballava sempre amb algun compatriota, com ara el seu germà Bibiano, tot i que el seu company de treball més important va ser Alejo Sabaraín. Sabaraín ja havia lluitat al costat d'Antonio Nariño al sud, i havia estat capturat el 1816. A l'any següent li van concedir l'indult i, lliure, es va dedicar a l'espionatge. Les activitats de Salavarrieta potser no haguessin resultat sospitoses per als realistes de no ser per la fugida dels germans Almeyda, que van ser capturats amb documents que la comprometien, a més de la delació de Facundo Tovar, un granader veneçolà infiltrat enviat pels espanyols, qui la va comprometre més, juntament amb el seu promès Alejo Sabaraín, després de saber del reclutament de soldats per a l'exèrcit independentista.

### Presó i patíbul
L'arrest d'Alejo Sabaraín va ser l'element clau per a la captura de Salavarrieta, ja que tenia una llista de noms de realistes i d'independentistes que li havia lliurat. Fins aquell moment, s'havia pogut moure hàbilment per la ciutat perquè era nouvinguda i molt poca gent la coneixia; a més, la seva joventut i intel·ligència li havien permès desenvolupar-se amb gran capacitat. El sergent Iglesias, el principal agent espanyol a la ciutat, va ser comissionat per a trobar-la i arrestar-la. Temps després va ser detinguda a casa d'Andrea Ricaurte de Lozano i tancada al Col·legi Major de Nostra Senyora del Rosari convertit en presó.
El 10 de novembre de 1817, el Consell de Guerra la va condemnar a mort, juntament amb Sabaraín i altres independentistes. L'hora i data exacta de l'afusellament van ser les nou del matí del divendres 14 de novembre de 1817. Se la va traslladar al punt d'execució acompanyada de dos sacerdots, un a cada costat. A continuació, es va ordenar als condemnats posar-se d'esquena perquè així havien de morir els traïdors al Regne d'Espanya, però ells van sol·licitar permís per posar-se de genolls després de considerar que aquesta era una posició més religiosa i apropiada.
En el moment de pujar al patíbul de la Plaça Major de Bogotà, dirigint-se al poble que anava a presenciar la seva execució, va expressar:
| « | Vils soldats, torneu les armes als enemics de la vostra pàtria. Poble indolent! Com de diferent seria avui la vostra sort si coneguéssiu el preu de la llibertat! Però no és tard: mireu, que -encara que dona i jove- em sobra valor per patir la mort i mil morts més. No oblideu aquest exemple […] Miserable poble, jo us compadeixo. Algun dia tindreu més dignitat! […] Moro per defensar els drets de la meva pàtria. | » |

A diferència dels seus companys, el seu cos no va ser exposat als carrers de Bogotà per ser una dona. Els seus germans sacerdots així ho van reclamar i el van guardar a l'església de Sant Agustí de Bogotà.

## Transcendència històrica
Se la considera com una de les dones més representatives de la revolució independentista colombiana. A la seva època, l'execució d'una dona jove per un crim polític va commoure a la població i va generar una gran resistència al règim de terror imposat per Juan de Sámano, darrer virrei efectiu de Nova Granada. Si bé moltes dones van ser igualment assassinades durant l'ocupació espanyola, el seu cas va captivar l'imaginari popular. La seva mort va inspirar a poetes, escriptors i dramaturgs per a immortalitzar la seva història, sempre ressaltant la seva valentia i coratge.
El 9 de novembre de 1967, en virtut de la Llei 44 del Congrés de la República de Colòmbia, i signada pel president Carlos Lleras Restrepo, va declarar, en el seu segon article, el dia 14 de novembre «Dia de la Dona Colombiana» en honor de la commemoració de la mort de «la nostra heroïna, Policarpa Salavarrieta».

## Homenatges
La seva imatge ha estat utilitzada diverses vegades als bitllets i monedes de Colòmbia, i és una de les úniques personalitats històriques femenines que ha aparegut en ells (tot i que s'han representat altres figures femenines, però són simbòliques o mitològiques com la Justícia, la Llibertat, una indígena nativa americana anònima, la protagonista de María, la novel·la de Jorge Isaacs, etc.). L'any 2016 va cedir el seu lloc en els bitllets de 10.000 pesos colombians a l'antropòloga Virginia Gutiérrez.

### A Colòmbia

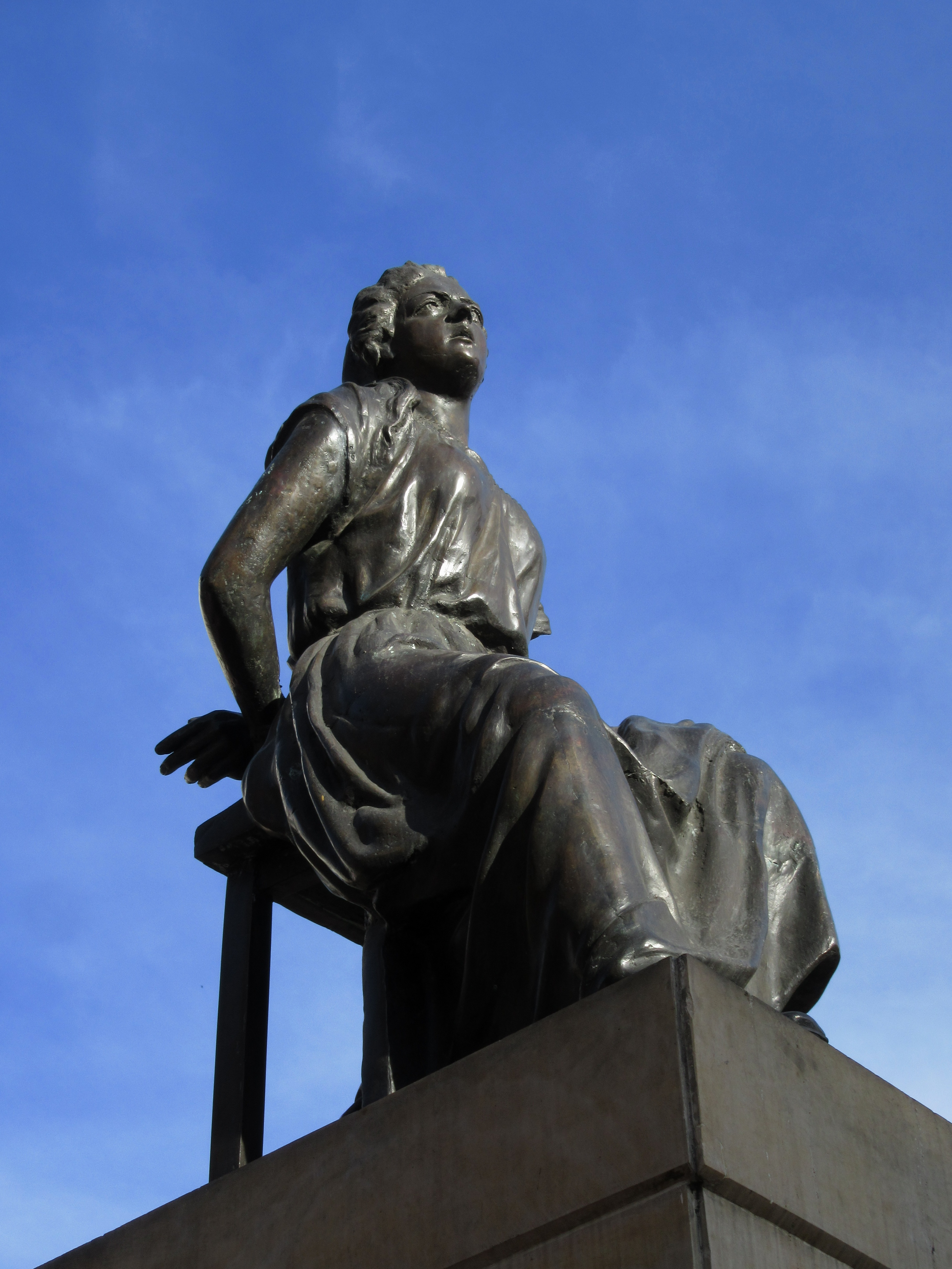
Estàtua de la Pola de Dionisio Cortés, situada a la carrera 2A, cantonada carrer 18, al districte Las Aguas, a La Candelaria (barri al centre antic de Bogotà).

- Estàtua de la Pola de Dionisio Cortés, situada a la carrera 2A, cantonada carrer 18, al districte Las Aguas, a La Candelaria, Bogotà.[8]
- Policarpa, municipi del departament de Nariño.[9]
- Policarpa, un barri de la ciutat de Bogotà, a la localitat d'Antonio Nariño.[9]
- Policarpa, una estació del Sistema de Transport massiu de Bogotà, TransMilenio.[9]
- Una urbanització a Medellín.[9]
- «La Pola», un barri d'Ibagué.[10]
- Un barri i un col·legi: la Institució Educativa Policarpa Salavarrieta, al sud de Montería.[9]
- El 1911, la cervesera Bavaria va llançar al mercat una cervesa en el seu honor, anomenada «La Pola».[11] Tot i que aquesta cervesa ja no es produeix, el terme «pola» està associat al territori colombià a la cervesa en general.[12]
- Policarpa Salavarrieta va estar plasmada a la moneda de 5 pesos entre 1980 i 1988, i en el bitllet de 10.000 pesos colombians, imprès entre 1995 i 2016.[13]
- Escultura de Policarpa Salavarrieta a Chiquinquirá (Boyacá).[14]
- Polikarpa y sus viciosas, una banda de punk colombià.[15]

### Resta de Sud-amèrica
- A Buenos Aires, Argentina, per Ordenança de la Municipalitat del 27 de novembre de 1893, es va donar el nom de «Pola» a un carrer que travessa els barris de Villa Lugano, Mataderos i Liniers i a una estació de tramvia del premetro.[16][17]
- L'obra de teatre Pola Salavarrieta, drama histórico en cuatro actos, del polític i historiador argentí Bartolomé Mitre (1838).[14]
- «Himno a la Pola», inclòs en el Cançionero argentino l'any 1839.[18]
- El 1870, durant el govern de José Balta, es va inaugurar l'estàtua de la llibertat amb la imatge de Policarpa Salavarrieta, en honor de la colònia colombiana de residents a Piura (Perú).[19]
- El 1944, la dramaturga uruguaiana Sarah Bollo va portar a escena la tragèdia històrica titulada Pola Salavarrieta.

## A la televisió
L'any 2010, el Canal RCN de Colòmbia va produir la sèrie de televisió titulada La Pola, que va comptar amb 200 capítols. Dirigida per Sergio Cabrera i protagonitzada per les actrius Carolina Ramírez i Ana María Estupiñán (Policarpa jove), pren certes llicències creatives amb els fets històrics centrats en la seva vida i la d'altres partidaris de la independència, en una adaptació especial per a telenovel·la. Va comptar amb diversos actors espanyols com Emmanuel Esparza (Alejandro Sabaraín) i Pablo Espinosa (Alejo jove).